# Джо Коул
Джоузеф Джон „Джо“ Коул (на английски: Joseph John 'Joe' Cole) е професионален футболист. Играе в английския национален отбор от 2001 до 2010 г. 

## Ранни години
Джо Коул е роден в Падингтън, Централен Лондон на 8 ноември 1981 г. и живее там до седем годишна възраст, когато семейството му се мести в Камдън. Учи в началното училище St. Mary's Primary School, заедно със своя брат Джарод Коул, който се смята по това време за бъдеща звезда в ръгбито. След това продължава обучението си в St. Aloysius RC College.

## Уест Хам
Талантът на Джо е забелязан още докато е ученик. Той е продукт на младежката школа на Уест Хам Юнайтед. С младежите на Уест Хам печели ФА Къп за младежи през 1999 г. 
Когато е на 16 години, Манчестър Юнайтед предлагат да го привлечат в отбора си за 10 милиона лири, но офертата е отклонена. Той бързо напредва през различните формации в клуба и само на 17 години дебютира за първия състав. През януари 2003, тогавашният мениджър на тима Глен Рьодер го прави капитан на тима, а Коул е само на 21 години. През този сезон, обаче „Чуковете“ изпадат от Премиършип, въпреки че записат 42 точки в своя актив.
Джо Коул е продаден на Челси за 6,6 млн. британски лири. По време на престоя си в Уест Хам изиграва 150 мача и отбелязва 13 гола. 

## Челси
Като играч на Челси Джо Коул печели три пъти Английската висша лига и веднъж ФА Къп. Изиграва общо 282 мача и вкарва 39 гола. 

### 2003 – 2004
През лятото на 2003 г. Джо Коул преминава в редиците на Челси, като част от грандиозната селекция, която прави руският милиардер Роман Абрамович след като закупува клуба. Цената, която плащат за играча, е 6,6 милиона британски лири. Коул идва с нагласата да си осигури титулярно място в английския национален отбор, но това не става. Клаудио Раниери не разчита много на него и полузащитникът често остава на резервната скамейка. Според самия Коул, Раниери е искал да го изпрати под наем в руския ЦСКА Москва, но англичанинът отказал.

### 2004 – 2005
Коул е поздравяван за своите добри технически качества и креативност, но е и критикуван, че не комбинира достатъчно със своите съотборници. През лятото на 2004 г., Жозе Моуриньо става мениджър на клуба и скоро Коул започва да участва в повече срещи на клуба, в сравнение времето под ръководството на Раниери.
През януари 2005 г., въпреки че бележи победен гол срещу Ливърпул, Моуриньо го критикува за играта му в защита. Според него, Джо играе прекрасно в атака, но не мисли за защитната част от играта.
Английският национал си взима поука и започва да изчиства грешките в играта си. По добър начин се възползва от контузиите в тима по това време и допринася много за шампионската титла през този сезон на неговия Челси. В същото време успява да си извоюва титулярно място в националния отбор, който от доста време страда от липсата на добър ляв полузащитник. През този сезон той успява да отбележи 10 гола.

### 2005 – 2006
Конкуренцията за титулярно място в Челси става много сериозна след като, освен Арен Робен, към отбора се присъединява Шон Райт-Филипс. Въпреки това, Коул се представя добре и защитава успешно мястото си в титулярните единадесет. Отбелязва много важни голове. Бележи срещу Ливърпул и Арсенал, когато тимът му гостува на тези отбори и у дома срещу Манчестър Юнайтед. Отново има голям принос за втората поредна титла в Премиершип на Челси и получава нов довогор за още четири сезона.

### 2006 – 2010
Джо Коул пропуска първите три месеца от сезон 2006/07 заради контузия в коляното. Тази травма се получава при турнето на неговия Челси в САЩ. Записва първа среща за сезона на 14 октомври 2006, когато влиза като резерва при победата на тима му над Рединг с 1 – 0. Първия си гол за сезона бележи при успеха над Блекбърн с 2 – 0 за Купа на Лигата на Англия.
През януари 2007 получава нова контузия, която го вади от игра до месец април. Прави завръщане при домакинството срещу Валенсия на Шампионската лига през сезон 2006/07. Мачът завършва 1 – 1. На полуфиналите на същия турнир, Коул вкарва единствения гол за неговия Челси при победа у дома над Ливърпул с 1 – 0. В ответния мач „Сините“ падат със същия резултат и отпадат след дузпи.
През юли 2010 г. не успява да се договори за нов договор с Челси и преминава в Ливърпул като свободен агент. 

## Ливърпул и Лил (2010 – 2012)
Коул не успява да се наложи в Ливърпул и е отдаден под наем на Лил за сезон 2011/12. Изиграва 42 мача за Ливърпул, в които вкарва пет гола. За Лил изиграва 38 мача, в които отбелязва пет гола 
В първия си сезон в Ливърпул вкарва едва 2 гола в 20 мача.  На 31 август 2011 е даден под наем на Лил за сезон 2011/12. Там е използван като атакуващ халф и оставя добри впечатления. Въпреки че мениджърът на французите Руди Гарсия иска да задържи Коул, той се завръща в Ливърпул. През сезон 2012/13 записва само 6 срещи в Премиършип  и вкарва на бившия си тим Уест Хам.

## Уест Хам (2013 – 2014)
Преминава повторно в Уест Хам на 4 януари 2012 г. като свободен агент. 

## Астън Вила (2014 – 2016)
На 10 юни 2014 г. подписва двегодишен договор с Астън Вила след като договорът му с Уест Хам изтича и не е подновен. 

## Отличия
- Премиершип: 3

2005, 2006, 2010
- Купа на Лигата на Англия: 2

2005, 2007
- Къмюнити Шийлд: 2

2005, 2009
- ФА Къп: 3

2007, 2009, 2010

## Национален отбор
Джо Коул изиграва 56 мача и вкарва 10 гола за Англия между 2001 и 2010 г. 
Джо Коул е част от английския национален отбор по време на Световното първенство по футбол 2002, но не започва нито една среща като титуляр, а има само едно появяване в игра като резерва.
Също така е в отбора за Европейското първенство по футбол 2004 в Португалия, но отново не му дават шанс като титуляр.
Преди Световното първенство 2006 в Германия, Коул се представя добре в контролите и дава заявка за място в тима за финалите. Успява да се пребори за позиция и е предпочетен пред Шон Райт-Филипс. На самото първенство играе в откриващия мач срещу Парагвай. След това прави запомнящ се мач срещу Швеция, който завършва 2 – 2. Коул бележи много красив гол от воле и е избран за играч на мача. Следващият мач на Джо с националната фланелка е при равенството 1 – 1 с Холандия в приятелска среща. Получава нова контузия и прави завръщане срещу Бразилия на стадион Уембли.